# Kabinett Nebenius I
Das Kabinett Nebenius I  bildete vom 26. April 1838 bis 5. Oktober 1839 die Landesregierung von Baden.
| Amt                                                                | Name                                              |
| ------------------------------------------------------------------ | ------------------------------------------------- |
| Kabinetts- und Staatsminister als Präsident des Staatsministeriums | Sigismund Freiherr von Reitzenstein               |
| Inneres                                                            | Karl Friedrich Nebenius                           |
| Äußeres und großherzogliches Haus                                  | Friedrich Landolin Karl Freiherr von Blittersdorf |
| Justiz                                                             | Isaak Jolly                                       |
| Finanzen                                                           | Christian Friedrich von Boeckh                    |
| Krieg                                                              | Eugen Freiherr von Freydorf                       |